# Asia League Ice Hockey
Az Asia League Ice Hockey (rövidítve: ALIH) egy professzionális jégkorongbajnokság. A 2022-23-as szezonban 5 csapat játszott a bajnokságban, 1 csapat Dél-Koreából, 4 pedig Japánból. 

## Története
Az Asia League Ice Hockey 2003-ban a dél-koreai és japán jégkorongbajnokság megszűnése után jött létre 2003-ban.

### 2003–04-es szezon
A 2003–04-es szezonban az alapszakaszt a Nippon Paper Cranes nyerte, ezzel megszerezve a bajnoki címet.

### 2004–05-ös szezon
A 2004–05-os szezonban az alapszakaszt a Nippon Paper Cranes nyerte, a rájátszás döntőjében a Kokudo Ice Hockey Club győzött a Nippon Paper Cranes legyőzésével 3-1-es összesítésben.

### 2005–06-os szezon
A 2005–06-os szezonban az alapszakaszt a Nippon Paper Cranes nyerte, a rájátszás döntőjében a Kokudo Ice Hockey Club győzött a Nippon Paper Cranes legyőzésével 3-2-es összesítésben.

### 2006–07-es szezon
A 2006–07-es szezonban az alapszakaszt a Nippon Paper Cranes nyerte, majd a rájátszás döntőjében győzött a Seibu Prince Rabbits ellen 3-1-es összesítésben.

### 2007–08-as szezon
A 2007–08-as szezonban az alapszakaszt a Seibu Prince Rabbits nyerte, a rájátszás döntőjében az Oji Eagles győzött a Nippon Paper Cranes legyőzésével 3-0-ás összesítésben.

### 2008–09-es szezon
A 2008–09-es szezonban az alapszakaszt az Anyang Halla nyerte, a rájátszás döntőjében a Nippon Paper Cranes győzött a Seibu Prince Rabbits legyőzésével 4-3-as összesítésben.

### 2009–10-es szezon
A 2009–10-es szezonban az alapszakaszt az Anyang Halla nyerte, majd a rájátszás döntőjében győzött a Nippon Paper Cranes ellen 3-2-es összesítésben.

### 2010–11-es szezon
A 2010–11-es szezonban az alapszakaszt az Oji Eagles nyerte, a rájátszás döntőjébe a Tohoku Free Blades és az Anyang Halla jutott, azonban a döntő nem lett lejátszva a tóhokui földrengés és cunami miatt.

### 2011–12-es szezon
A 2011–12-es szezonban az alapszakaszt az Oji Eagles nyerte, majd a rájátszás döntőjében győzött a Nikko Ice Bucks ellen 3-1-es összesítésben.

### 2012–13-as szezon
A 2012–13-as szezonban az alapszakaszt az Oji Eagles nyerte, a rájátszás döntőjében a Tohoku Free Blades győzött az Oji Eagles legyőzésével 3-1-es összesítésben.

### 2013–14-es szezon
A 2013–14-es szezonban az alapszakaszt az Oji Eagles nyerte, a rájátszás döntőjében a Nippon Paper Cranes győzött az Oji Eagles legyőzésével 3-1-es összesítésben.

### 2014–15-ös szezon
A 2014–15-os szezonban az alapszakaszt az Anyang Halla nyerte, a rájátszás döntőjében a Tohoku Free Blades győzött az Anyang Halla legyőzésével 3-0-ás összesítésben.

### 2015–16-os szezon
A 2015–16-os szezonban az alapszakaszt az Anyang Halla nyerte, majd a rájátszás döntőjében győzött a PSZK Szahalin ellen 3-2-es összesítésben.

### 2016–17-es szezon
A 2016–17-es szezonban az alapszakaszt az Anyang Halla nyerte, majd a rájátszás döntőjében győzött a PSZK Szahalin ellen 3-0-ás összesítésben.

### 2017–18-as szezon
A 2017–18-as szezonban az alapszakaszt a PSZK Szahalin nyerte, a rájátszás döntőjében a HL Anyang győzött a Red Eagles Hokkaido legyőzésével 3-1-es összesítésben.

### 2018–19-es szezon
A 2018–19-es szezonban az alapszakaszt a Daemyung Killer Whales nyerte, a rájátszás döntőjében a PSZK Szahalin győzött az East Hokkaido Cranes legyőzésével 3-0-ás összesítésben.

### 2019–20-as szezon
A 2019–20-as szezonban az alapszakaszt a PSZK Szahalin nyerte, majd a rájátszás döntőjébe az Anyang Halla csapatával jutott, azonban a Covid19-pandémia a döntő nem lett lejátszva, így a liga a két döntőbe jutott csapatot kettős bajnoknak kiáltotta ki.

### 2020–21-es szezon
A 2020–21-es szezont nem rendezték meg.

### 2021–22-es szezon
A 2021–22-es szezont nem rendezték meg.

### 2022–23-as szezon
A 2022–23-as szezonban az alapszakaszt a HL Anyang nyerte, majd a rájátszás döntőjében győzött a Red Eagles Hokkaido ellen 3-2-es összesítésben.

### 2023–24-es szezon
A 2023–24-es szezonban az alapszakaszt a HL Anyang nyerte, majd a rájátszás döntőjében győzött a Red Eagles Hokkaido ellen 3-1-es összesítésben.

## Lebonyolítás

### Alapszakasz
Az alapszakaszban 5 csapat vesz részt. Egy csapat 32 mérkőzést játszik, mindegyik csapattal 8-at, 4-4 meccset otthon és idegenben.

### Rájátszás
A rájátszásba az alapszakaszban két legtöbb pontot szerző csapat jut be. A döntőben három nyertes meccsig tartó sorozatban mérkőznek meg a bajnoki címért.
A rájátszás ágrajza:
|  | Döntő |                     |  |  |  |  |  |  |  |
|  |       |                     |  |  |  |  |  |  |  |
|  | 1     | 1. helyezett csapat |  |  |  |  |  |  |  |
|  | 1     | 1. helyezett csapat |  |  |  |  |  |  |  |
|  | 2     | 2. helyezett csapat |  |  |  |  |  |  |  |

## Résztvevők

### Jelenlegi csapatok
| Csapat              | Székhely  | Jégcsarnok                      | Férőhely |
| ------------------- | --------- | ------------------------------- | -------- |
| HL Anyang           | Anjang    | Anjang Stadion                  | 1284     |
| Nikko Ice Bucks     | Nikkó     | Nikkó Kifuri Stadion            | 2000     |
| Red Eagles Hokkaido | Tomakomai | Hakucsó Arena                   | 4 015    |
| Tohoku Free Blades  | Hacsinohe | Flat Hachinohe                  | 3 500    |
| Yokohama Grits      | Jokohama  | KOSÉ Shin-Yokohama Skate Center | 2 500    |
| Kobe Stars          | Kobe      |                                 |          |

### Korábbi csapatok
| Csapat                 | Székhely           | Jégcsarnok                                       | Csatlakozott | Kilépett |
| ---------------------- | ------------------ | ------------------------------------------------ | ------------ | -------- |
| Seibu Prince Rabbits   | Nisitókjó          | Suntory Higashi-fushimi Ice Arena                | 2003         | 2006     |
| Nippon Paper Cranes    | Kusiro             | Kushiro Ice Arena                                | 2003         | 2019     |
| High1                  | Kojang             | Goyang Ice Rink Eui Am Ice Rink Mokdong Ice Rink | 2004         | 2019     |
| Golden Amur            | Habarovszk         | Platinum Arena                                   | 2004         | 2019     |
| Changchun Fuao         | Csicsihar          | Harbin Sports Center Pavilion                    | 2004         | 2006     |
| Hosa                   | Harbin             | Harbin Sports Center Pavilion                    | 2004         | 2006     |
| Seibu Prince Rabbits   | Nisitókjó          | DyDo Drinco Ice Arena                            | 2006         | 2009     |
| Nordic Vikings         | Peking             | Hosa Skating Center                              | 2005         | 2006     |
| China Sharks           | Peking, Sanghaj    | Hosa Skating Center Songjiang Stadium            | 2005         | 2009     |
| China Dragon           | Harbin             | Harbin Sports Center Pavilion                    | 2009         | 2017     |
| Daemyung Sangmu        | Szöul              | Mokdong Ice Rink                                 | 2012         | 2016     |
| PSK Sakhalin           | Juzsno-Szahalinszk | Ice Palace Kristall                              | 2013         | 2022     |
| Daemyung Killer Whales | Szöul              | Mokdong Ice Rink                                 | 2016         | 2021     |
| East Hokkaido Cranes   | Kusiro             | Kushiro Ice Arena                                | 2019         | 2023     |

## Bajnokok

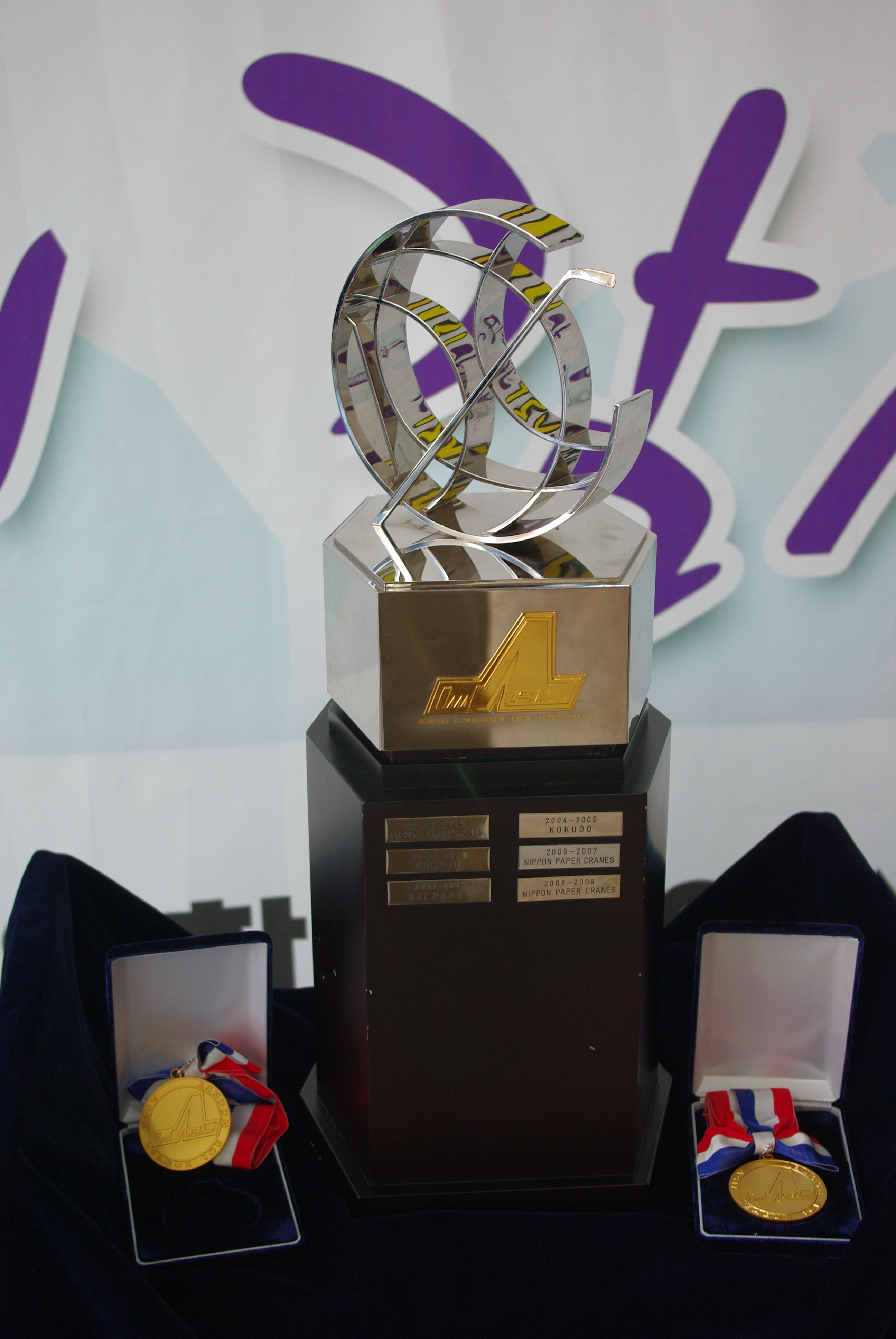
A rájátszás-sorozat győztesének járó kupa

| Szezon  | Bajnok                                                            | Döntő végeredménye                                                | Döntős                                                            | Alapszakasz győztese                            |
| ------- | ----------------------------------------------------------------- | ----------------------------------------------------------------- | ----------------------------------------------------------------- | ----------------------------------------------- |
| 2003-04 | Nem volt rájátszás megtartva                                      | Nem volt rájátszás megtartva                                      | Nem volt rájátszás megtartva                                      | Nippon Paper Cranes                             |
| 2004-05 | Seibu Prince Rabbits                                              | 3-1                                                               | Nippon Paper Cranes                                               | Nippon Paper Cranes                             |
| 2005-06 | Seibu Prince Rabbits                                              | 3-2                                                               | Nippon Paper Cranes                                               | Nippon Paper Cranes                             |
| 2006-07 | Nippon Paper Cranes                                               | 3-1                                                               | Seibu Prince Rabbits                                              | Nippon Paper Cranes                             |
| 2007-08 | Oji Eagles                                                        | 3-0                                                               | Nippon Paper Cranes                                               | Seibu Prince Rabbits                            |
| 2008-09 | Nippon Paper Cranes                                               | 4-3                                                               | Seibu Prince Rabbits                                              | Anyang Halla                                    |
| 2009-10 | Anyang Halla                                                      | 3-2                                                               | Nippon Paper Cranes                                               | Anyang Halla                                    |
| 2010-11 | A 2011-es tóhokui földrengés és cunami miatt elmaradt a rájátszás | A 2011-es tóhokui földrengés és cunami miatt elmaradt a rájátszás | A 2011-es tóhokui földrengés és cunami miatt elmaradt a rájátszás | Oji Eagles                                      |
| 2011-12 | Oji Eagles                                                        | 3-1                                                               | Nikko Ice Bucks                                                   | Oji Eagles                                      |
| 2012-13 | Tohoku Free Blades                                                | 3-1                                                               | Oji Eagles                                                        | Oji Eagles                                      |
| 2013-14 | Nippon Paper Cranes                                               | 3-1                                                               | Oji Eagles                                                        | Oji Eagles                                      |
| 2014-15 | Tohoku Free Blades                                                | 3-0                                                               | Anyang Halla                                                      | Anyang Halla                                    |
| 2015-16 | Anyang Halla                                                      | 3-2                                                               | PSK Sakhalin                                                      | Anyang Halla                                    |
| 2016-17 | Anyang Halla                                                      | 3-0                                                               | PSK Sakhalin                                                      | Anyang Halla                                    |
| 2017-18 | Anyang Halla                                                      | 3-1                                                               | Oji Eagles                                                        | PSK Sakhalin                                    |
| 2018-19 | PSK Sakhalin                                                      | 3-0                                                               | Nippon Paper Cranes                                               | Daemyung Killer Whales                          |
| 2019-20 | A Covid-19 világjárvány miatt elmaradt a rájátszás                | A Covid-19 világjárvány miatt elmaradt a rájátszás                | A Covid-19 világjárvány miatt elmaradt a rájátszás                | PSK Sakhalin                                    |
| 2020-21 | Teljes szezon elmaradt a Covid-19 járvány miatt                   | Teljes szezon elmaradt a Covid-19 járvány miatt                   | Teljes szezon elmaradt a Covid-19 járvány miatt                   | Teljes szezon elmaradt a Covid-19 járvány miatt |
| 2021-22 | Teljes szezon elmaradt a Covid-19 járvány miatt                   | Teljes szezon elmaradt a Covid-19 járvány miatt                   | Teljes szezon elmaradt a Covid-19 járvány miatt                   | Teljes szezon elmaradt a Covid-19 járvány miatt |
| 2022-23 | HL Anyang                                                         | 3-2                                                               | Red Eagles Hokkaido                                               | HL Anyang                                       |
| 2023-24 | HL Anyang                                                         | 3-1                                                               | Red Eagles Hokkaido                                               | HL Anyang                                       |
| 2024-25 | HL Anyang                                                         | 3-1                                                               | Red Eagles Hokkaido                                               | HL Anyang                                       |

## Nézettség
| Szezon  | Átlagos nézőszám | Helyezés | Legnézettebb csapat        |
| ------- | ---------------- | -------- | -------------------------- |
| 2022–23 | 883              | 14.      | Red Eagles Hokkaido (1200) |
| 2023–24 | 1150             | 14.      | Red Eagles Hokkaido (1589) |
| 2024–25 | 1174             | 14.      | Nikko Ice Bucks (1405)     |